# Наукове видавництво

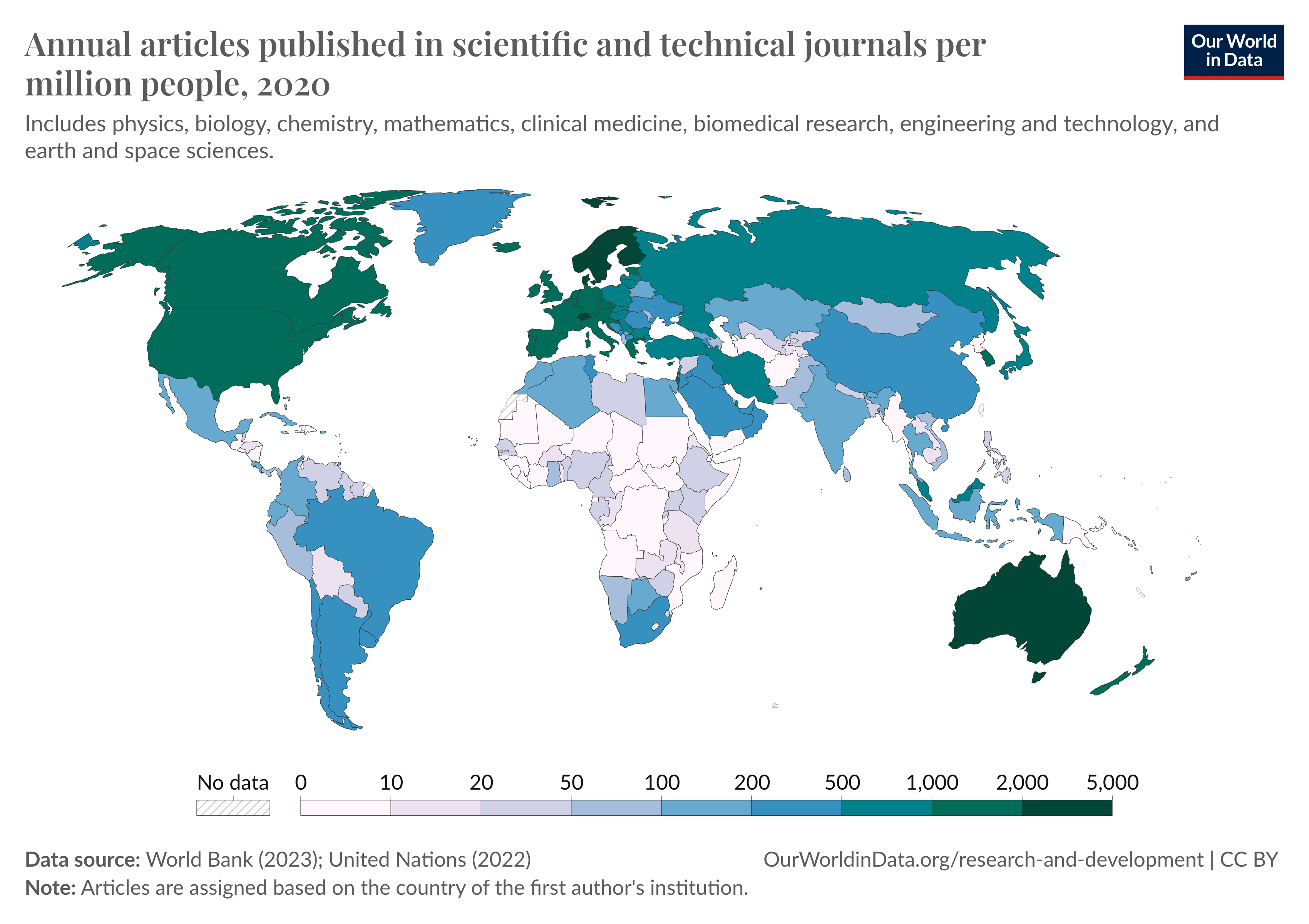
Науково-технічні журнальні публікації на мільйон жителів станом на 2020 рік

Академічне видавництво або наукове видавництво — підгалузь видавничої справи, яка поширює наукові дослідження та наукові матеріали. Більшість наукових робіт публікується в наукових журнальних статтях, книгах або дисертаціях. Частину академічної письмової продукції, яка формально не публікується, а лише роздруковується або розміщується в Інтернеті, часто називають «сірою літературою». Більшість наукових і науково-популярних журналів, а також багато наукових і науково-популярних книг, хоча і не всі, базуються на певній формі рецензування або редагування для відбору текстів, що підлягають опублікуванню. Стандарти якості та вибірковості рецензування дуже різняться від журналу до журналу, від видавництва до видавництва і від галузі до галузі.
Більшість усталених академічних дисциплін мають власні журнали та інші видання, хоча багато академічних журналів є дещо міждисциплінарними та публікують роботи з кількох окремих галузей або підгалузей. Існує також тенденція до поділу існуючих журналів на спеціалізовані розділи в міру того, як сама галузь стає більш спеціалізованою. Поряд з відмінностями в процедурах рецензування та публікації, види публікацій, які приймаються як внесок у знання або дослідження, значно відрізняються в різних галузях і підгалузях. У природничих науках прагнення до статистично значущих результатів призводить до упередженості публікацій.
Академічне книговидання зазнає значних змін, оскільки переходить від друкованого до електронного формату. Бізнес-моделі в електронному середовищі відрізняються. З початку 1990-х років ліцензування електронних ресурсів, зокрема журналів, стало дуже поширеним явищем. Важливою тенденцією, особливо щодо наукових журналів, є відкритий доступ через Інтернет. При публікації у відкритому доступі журнальна стаття стає доступною для всіх в Інтернеті безкоштовно в момент публікації видавцем.
Як відкриті, так і закриті журнали іноді фінансуються автором, який сплачує плату за обробку статті, таким чином перекладаючи певну плату з читача на дослідника або його спонсора. Багато відкритих або закритих журналів фінансують свою діяльність без таких зборів, а інші використовують їх у хижацьких публікаціях. Інтернет сприяв самоархівуванню у відкритому доступі, коли автори самі роблять копії своїх опублікованих статей доступними для всіх в Інтернеті. Деякі важливі результати в математиці були опубліковані тільки на arXiv.

## Академічні бази даних та пошукові системи
- Google Scholar
- Астрофізична інформаційна система NASA
- BASE
- CiteSeer
- Каталог журналів відкритого доступу
- DBLP
- Index Copernicus
- IARP
- MedlinePlus
- Mendeley
- Нацбюро економічних досліджень (США)
- PubChem
- PubMed
- РІНЦ
- Semantic Scholar
- Social Science Research Network
- BioOne
- Springer
- WorldCat
- Biological Abstracts
- MEDLINE
- Scopus
- ScienceDirect
- Science Citation Index
- The Zoological Record
- Web of Science
- JSTOR